# Stéphane Carrié
 (août 2018).
Si vous disposez d'ouvrages ou d'articles de référence ou si vous connaissez des sites web de qualité traitant du thème abordé ici, merci de compléter l'article en donnant les références utiles à sa vérifiabilité et en les liant à la section « Notes et références ».
Pour les articles homonymes, voir Carrié.
Stéphane Carrié est un scénariste français de télévision et de bande dessinée.

## Biographie
Après des études de commerce et d'économie (ESCP Europe (Paris), Technische Universität Berlin (Berlin)) et de philosophie politique (London School of Economics (Londres)), Stéphane Carrié passe un DESS de Droit et Administration de la Production Audiovisuelle à Paris I Université Panthéon-Sorbonne.
Il travaille pour Canal+ à l'époque où la chaîne cryptée ambitionne de produire des sitcoms françaises, écrites et produites à l'américaine. Puis il encadre l'écriture de la sitcom Mes pires potes (produite par Air Productions, diffusée sur Canal+ entre 2000 et 2001).
Comme scénariste, il travaille d'abord sur plusieurs séries d'animation, des comédies courtes et sur la fiction d'access prime time (avec la série Léa Parker, sur M6).
À partir de 2007, il co-écrit de nombreux épisodes de série de prime time (RIS police scientifique, Profilage, Falco, Candice Renoir).
En 2015, il collabore à l'écriture de la saison 6 d'Engrenages (série télévisée).
Il crée avec Alice Chegaray-Breugnot et Nicolas Jean la série HPI dont la diffusion démarre le 29 avril 2021 sur TF1 et bat des records d'audience. Dans le Point, il explique qu'il y a « dans le télescopage entre son univers intérieur un peu barré et les préoccupations prosaïques d'une maman, une matière à haut potentiel comique. Car plus il y a de conflits, plus c'est intéressant » . La série aurait aussi rencontré le succès car il est  « jubilatoire de s’imaginer à la place de cette femme qui dit leurs quatre vérités aux gens sans peur des conséquences ».
Stéphane Carrié est membre de la Guilde française des scénaristes. Selon lui : « Adapter, ce n'est pas une garantie de succès » ; « Il ne faudrait pas que des producteurs voient cela comme un travail à la chaîne qui permettrait de payer les auteurs trois fois moins cher. ».

## Filmographie

### Télévision

#### Animation
- 2004 : CO2
- 2004-2008 : Adi sous la mer
- 2004-2008 : Flatmania
- 2004-2008 : Adibou : Aventure
- 2005 : L'Homme invisible

#### Fictions Courtes
- 2005-2006 : Bande Dehouf
- 2005-2006 : Samantha oups !
- 2005-2006 : Allô T Où?

#### Fiction
- 2004-2008 : Léa Parker
- 2007 : Sœur Thérèse.com
- 2007-2010 : RIS police scientifique
- 2009-2014 : Profilage
- 2013-2015 : Falco
- 2015-2016 : Engrenages
- 2020 : Candice Renoir
- 2021 : HPI[6],[7]

## Bande dessinée
- Whisky, 1 tome (avec Arnaud Delalande, Stéphane Douay), Les Arènes, 2020[8],[9],[10],[11]

## Distinctions
- Festival de la fiction TV de La Rochelle 2013 : sélection officielle
  - Prix de la meilleure série pour Profilage[12]
  - Prix du public de la meilleure nouvelle série de l’année 2012/2013 : Falco[12]